# Barilla

Het logo van Barilla.

Het logo van het pastamerk Barilla.

Barilla (Parma, 1877) is een Italiaans voedselconcern, met Parma als thuisbasis.
Het concern is eigenaar van de merken Barilla (Italië), Wasa (Zweden), Misko (Griekenland), Filiz (Turkije), Yemina en Vesta (Mexico). Daarnaast is Barilla een producent van pasta (zowel nationaal als mondiaal de eerste producent) en ovenproducten (eerste bedrijf op de Italiaanse markt, derde op Europees niveau en sinds 2002 eigenaar van het Duitse bedrijf Kamps AG).
Barilla is ook in Noord-Amerika actief. Ook is zij in het bezit van de bedrijven Number 1 Logistics Group Srl (logistiek, hoofdvestiging in Parma) en First (detailhandel). Ondanks het multinationale karakter staat de familie die het bedrijf oprichtte nog steeds aan het hoofd.